# Ombrana sikimensis
Genre
Espèce
Synonymes
- Rana sikimensis Jerdon, 1870
- Rana assamensis Sclater, 1892
- Chaparana sikimensis (Jerdon, 1870)
- Nanorana sikimensis (Jerdon, 1870)

Statut de conservation UICN

 LC  : Préoccupation mineure
Ombrana sikimensis, unique représentant du genre Ombrana, est une espèce d'amphibiens de la famille des Dicroglossidae.

## Répartition
Cette espèce se rencontre entre 1 000 et 2 000 m d'altitude :
- dans le nord-est de l'Inde, dans les États du Sikkim, du Bengale-Occidental et du Meghalaya ;
- dans le centre et l'Est du Népal.

Sa présence est incertaine au Bangladesh, au Bhoutan et en Chine.

## Étymologie
Son nom d'espèce, composé de sik[k]im et du suffixe latin -ensis, « qui vit dans, qui habite », lui a été donné en référence au lieu de sa découverte.

## Publications originales
- Dubois, 1992 : Notes sur la classification des Ranidae (Amphibiens anoures). Bulletin Mensuel de la Société Linnéenne de Lyon, vol. 61, p. 305-352.
- Jerdon, 1870 : Notes on Indian Herpetology. Proceedings of the Asiatic Society of Bengal, vol. 1870, p. 66-85 (texte intégral).